# Filippo Argelati
Filippo Argelati, dt. Philipp Argellati (* Dezember 1685 in Bologna; † 25. Januar 1755 in Mailand) war ein italienischer Gelehrter.

## Leben

### Familie
Filippo Argelati war der Sohn von Antonio und Augusta (geb. Bonsignori).
Er war verheiratet und hatte einen Sohn namens Francesco Argelati (* 8. Mai 1712 in Mailand; † 13. Februar 1754 in Bologna), der später Militäringenieur und Schriftsteller wurde und Traktate über Philosophie, Jura und Geschichte veröffentlichte.

### Werdegang
Filippo Argelati besuchte die öffentlichen Jesuitenschulen und immatrikulierte sich vermutlich an der Universität Bologna zu einem Studium der Rechtswissenschaften. 1705 ging er dann bis 1707 nach Florenz und verkehrte dort unter anderem mit Antonio Magliabechi und weiteren Gelehrten. Er hielt sich anschließend noch kurzzeitig in Lucca und Livorno auf, bevor er 1708 nach Bologna zurückkehrte; durch den Tod eines Onkels hatte er zwischenzeitlich ein größeres Vermögen geerbt.

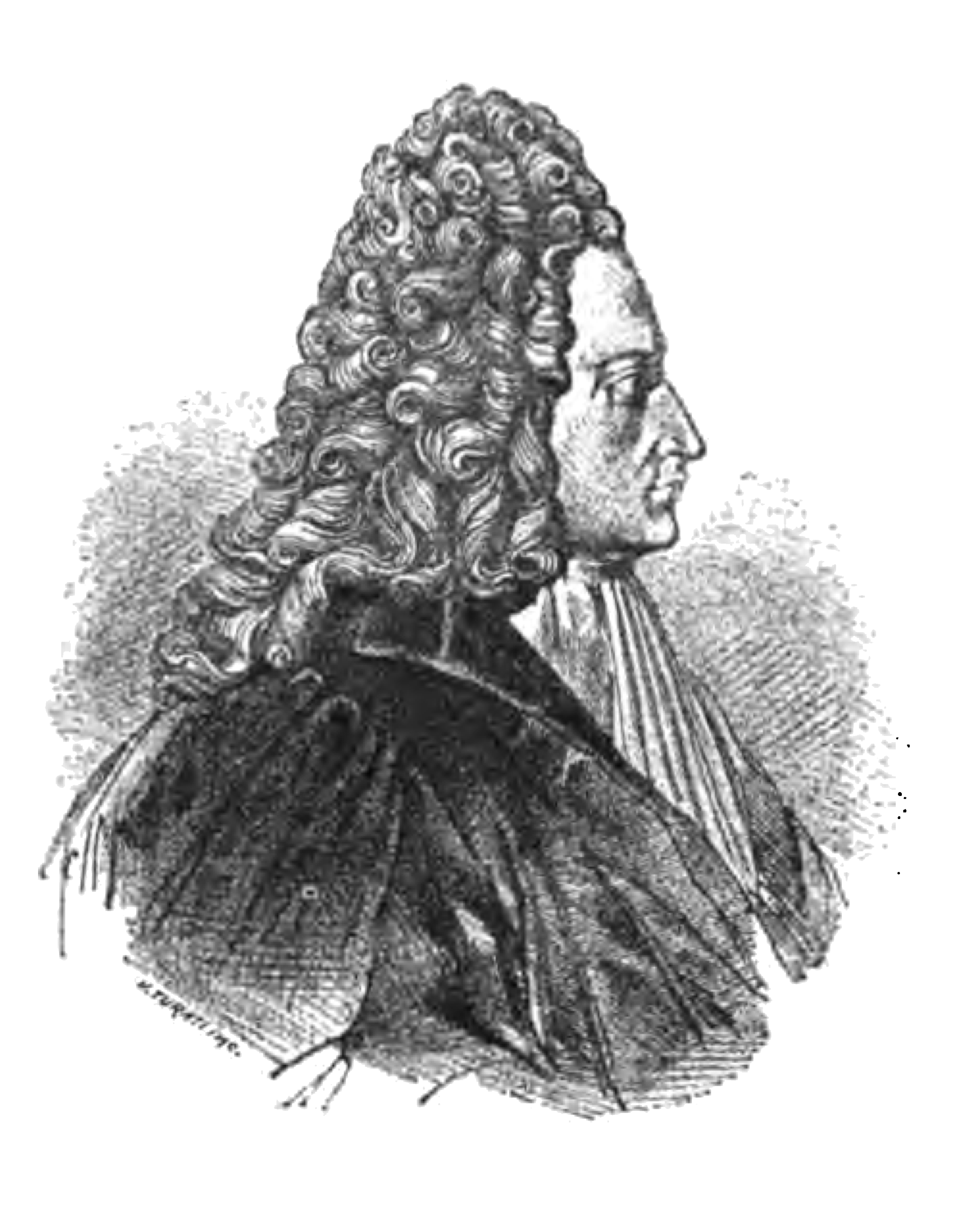
Porträt Filippo Argelatis in einer Veröffentlichung des Jahres 1889

### Schriftstellerisches und gesellschaftliches Wirken
Filippo Argelati war im Amt eines Volkstribuns, bis er dieses 1717 aufgab.

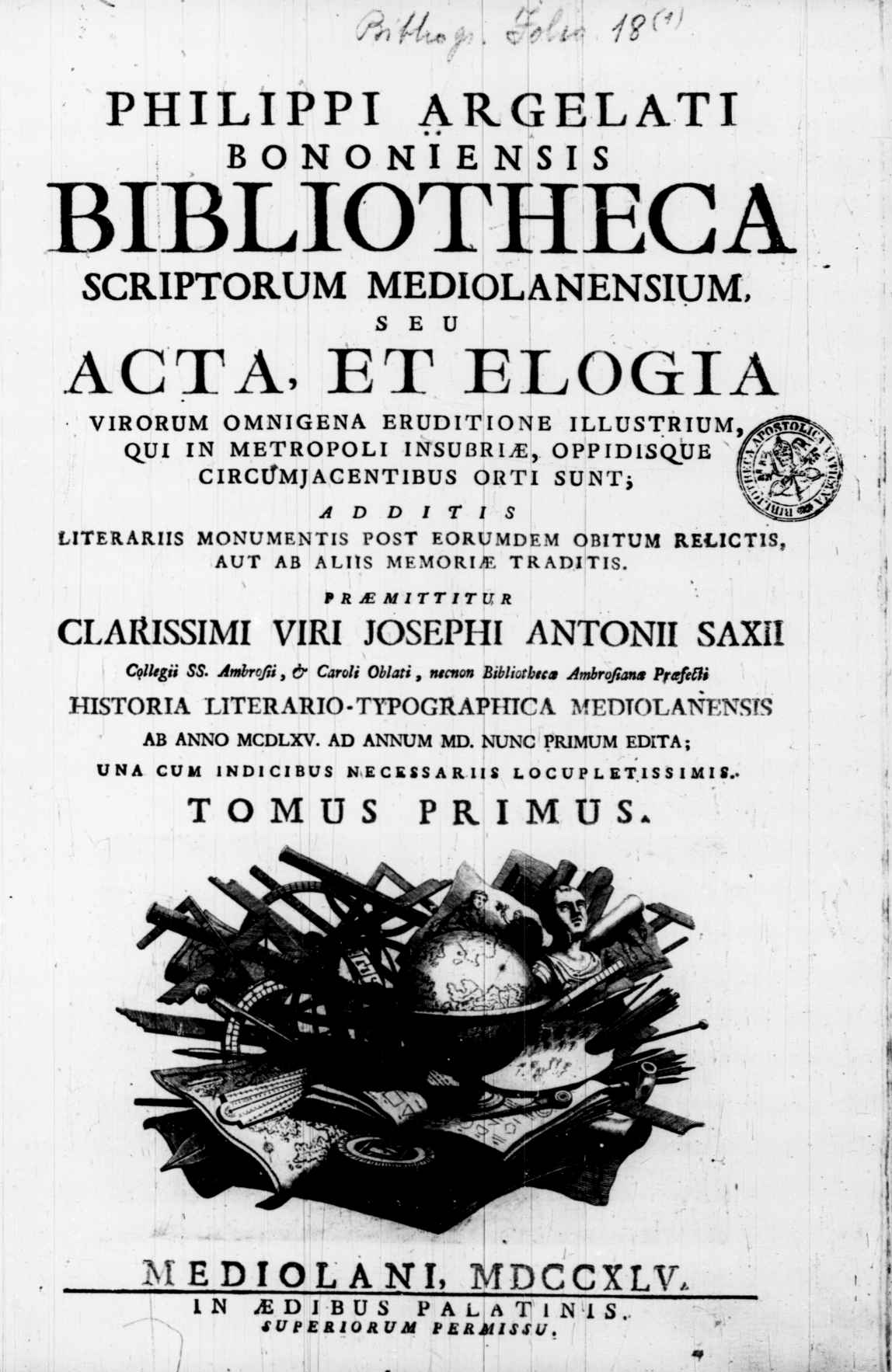
Bibliotheca scriptorum mediolanensium, Bd. 1, Mailand 1745

Er gab 1715 als sein erstes Werk die Sammlung Raccolta delle rime del Sign Carl-Antonio Bedori für den Verlag des Giulio Rossi in Bologna heraus.
Er war auch an der Herausgabe des Sammelwerks Rerum italicarum scriptores des Lodovico Antonio Muratori beteiligt, mit dem er seit 1705 wegen Buchverkäufen in Briefkontakt stand und den er 1719 persönlich in Modena traf. Weil er sich der Schwierigkeiten Muratoris wegen der Größe der Druckerei, bei der Herausgabe des Werkes bewusst war, ging er nach Mailand und erhielt dort die Unterstützung seines Gönners Carlo Archinto, der 1721 in Mailand die Verlagsgesellschaft Società Palatina gründete. Unter dem Schutz Kaiser Karls VI. konnte das Werk Rerum Italicarum scriptores, das aus 25 Bänden bestand, von 1723 bis 1738 veröffentlicht werden. Nach Erscheinen des ersten Bandes, der dem Kaiser gewidmet war, erhielt Filippo Argelati eine Pension von 300 Dukaten und ihm wurde der Titel eines kaiserlichen Sekretärs verliehen; später verdoppelte der Kaiser die Pension.
In den folgenden Jahren ließ Argelati weitere Schriften durch das typografische Institut der Società Palatina in Mailand drucken, unter anderen 1730 Medaglie imperatorie von Carlo Ambrogio Mezzabarba und von 1732 bis 1737 eine neue sechsbändige Ausgabe der Werke des Sigonius und auch eigene Schriften drucken.

## Ehrungen
In Mailand wurde die Via Filippo Argelati nach Filippo Argelati benannt.

## Schriften (Auswahl)
- Raccolta delle rime del Sign Carl-Antonio Bedori, 1715.
- Lodovico Antonio Muratori, Filippo Argelati: Rerum italicarum scriptores,
  - Band 1.
  - Band 2. 1723.
- Eustachio Manfredi, Filippo Argelati: Novissimæ ephemerides motuum coelestium e Cassinianis tabulis ad meridianum Bononiae supputatæ auctoribus Eustachio Manfredio Bononiensis scientiarium Instituti astronomo, 1725.
- Carlo Ambrogio Mezzabarba; Filippo Argelati (Hrsg.): Medaglie imperatorie, Mailand, 1730.
- Lectori humanissimo Philippus Argelatus bononiensis, 1730.
- Adolf Occo, Filippo Argelati, Giovanni Battista Tiepolo: Imperatorum Romanorum numismata a Pompejo Magno ad Heraclium, 1730.
- Giuseppe Agostino Orsi, Filippo Argelati: Dissertatio theologica de invocatione Spiritus Sancti in liturgiis Græcorum, & Orientalium. Auctore rev. patre lectore Josepho Augustino Orsi ordinis Prædicatorum, 1731.
- Corpus omnium veterum Poetarum latinorum cum versione italica, Mailand 1731–1765 (35 Bände).
- Caroli Sigonii Mutinensis Opera Omnia, Mailand 1732–1737.
  - Band 1, Mailand 1732.
  - Band 2, Teil 1, Mailand 1732.
- Pietro Grazioli; Filippo Argelati (Hrsg.): De antiquis Mediolani Aedificiis, Mailand, 1736.
- Lodovico Antonio Muratori; Filippo Argelati (Hrsg.): Thesaurus novus veterum Inscriptionum, Mailand, 1739.
- Bibliotheca Scriptorum Mediolaniensium seu acta et Elogia virorum omnigena eruditione illustrium etc. praemittitur J. A. Saxii historia topographica Mediolanensis, Mailand, 1745.
  - Band 1, 1745.
  - Band 2, 1745.
- De monetis Italiae variorum illustrium virorum. Dissertationes P. Argellati collegit, recensuit, auxit nec non indicibus exornavit, 6 Bände, Mailand 1750–1759.
  - Band 1, 1750.
  - Band 2.
  - Band 3, 1750.
  - Band 4.
  - Band 5.
  - Band 6, 1759.
- Biblioteca degli Volgarizzatori, o sia notizia dell’ opere volgarizzate d’autori che scrissero in lingue morte prima del secolo XV. Opera postuma colle addizioni e correzioni di Angelo Teodoro Villa, 5 Bände, Mailand 1767.
  - Band 1, Mailand 1767.
  - Band 2.
  - Band 3, Mailand 1767.
  - Band 4.
  - Band 5, Mailand 1767.